# Albinaria ariadne
Albinaria ariadne is een slakkensoort uit de familie van de Clausiliidae. De wetenschappelijke naam van de soort is voor het eerst geldig gepubliceerd in 1991 door Schilthuizen & E. Gittenberger.